# Leuctra ariega
Leuctra ariega is een steenvlieg uit de familie naaldsteenvliegen (Leuctridae). De wetenschappelijke naam van de soort is voor het eerst geldig gepubliceerd in 1995 door Pardo & Vinçon.